# Comuna Roșiești, Vaslui
Roșiești este o comună în județul Vaslui, Moldova, România, formată din satele Codreni, Gara Roșiești, Gura Idrici, Idrici, Rediu, Roșiești (reședința) și Valea lui Darie.

## Demografie
Componența etnică a comunei Roșiești
     Români (93,87%)
     Alte etnii (6,13%)
Componența confesională a comunei Roșiești
     Ortodocși (91,93%)
     Alte religii (1,91%)
     Necunoscută (6,16%)
Conform recensământului efectuat în 2021, populația comunei Roșiești se ridică la 2.726 de locuitori, în scădere față de recensământul anterior din 2011, când fuseseră înregistrați 3.151 de locuitori. Majoritatea locuitorilor sunt români (93,87%). Din punct de vedere confesional, majoritatea locuitorilor sunt ortodocși (91,93%), iar pentru 6,16% nu se cunoaște apartenența confesională.

## Politică și administrație
Comuna Roșiești este administrată de un primar și un consiliu local compus din 11 consilieri. Primarul, Florin Anea[*], de la Partidul Social Democrat, este în funcție din 2016. Începând cu alegerile locale din 2024, consiliul local are următoarea componență pe partide politice:
|  | Partid                          | Consilieri | Componența Consiliului | Componența Consiliului | Componența Consiliului | Componența Consiliului | Componența Consiliului | Componența Consiliului |
|  | ------------------------------- | ---------- | ---------------------- | ---------------------- | ---------------------- | ---------------------- | ---------------------- | ---------------------- |
|  | Partidul Social Democrat        | 6          |                        |                        |                        |                        |                        |                        |
|  | Uniunea Salvați România         | 3          |                        |                        |                        |                        |                        |                        |
|  | Partidul Național Liberal       | 1          |                        |                        |                        |                        |                        |                        |
|  | Alianța pentru Unirea Românilor | 1          |                        |                        |                        |                        |                        |                        |